# Jens Jensenius
Jens Jensenius (1684 – 1731) var en dansk hofprædikant, far til Carl Jensenius.
Han var magister og blev hofprædikant for prins Carl og prinsesse Sophie Hedevig på Vemmetofte.
Han blev gift 1. gang med Anna Catharine Lind og 2. gang med Margarethe Pedersdatter. 